# Улица Карла Маркса (Красноярск)
Улица Ка́рла Ма́ркса (до 1921 — Гости́нская улица) — одна из центральных улиц Красноярска, наряду с улицей Ленина и проспектом Мира. Названа в честь в честь немецкого философа и основоположника марксизма Карла Маркса.
Улица проходит по всей левобережной части Красноярска. Территориально начинается с Центрального района города, где река Кача впадает в реку Енисей, охватывает Железнодорожный и частично Октябрьский район. Основная часть улицы до пересечения с железной дорогой, относится к зонам с особыми условиями использования территории, связанными с охраной объектов культурного наследия.
Отличается политической и административной значимостью ввиду расположения административных зданий и мемориально-значимых общественных пространств. Является одной из магистральных улиц города, по которой проложено большинство автобусных и троллейбусных маршрутов. Движение одностороннее. 

## История

### Дореволюционный период
В 1825 году в Красноярске рядом со Старобазарной площадью было построено каменное двухэтажное здание Гостиного двора, в результате чего улица получила название Гостинская.

### Советский период
В советское время в Красноярске была создана специальная комиссия по переименованию внутригородских объектов, целью которой было переименовать все улицы и площади города в революционном духе. В связи с этим, в 1921 году Гостинская улица была переименована в честь Карла Маркса, немецкого философа, социолога, экономиста и общественного деятеля.
Вплоть до середины 1920-х годов на улице размещались гостиницы «Модерн», «Централь», «Коммерческие номера» и др., а также  частные дома с возможностью аренды квартиры или комнаты.
Улица была радикально реконструирована в 1960-х годах. Многие здания были снесены, проезжая часть расширена и построены первые девятиэтажки-улучшенки.

### Современный период

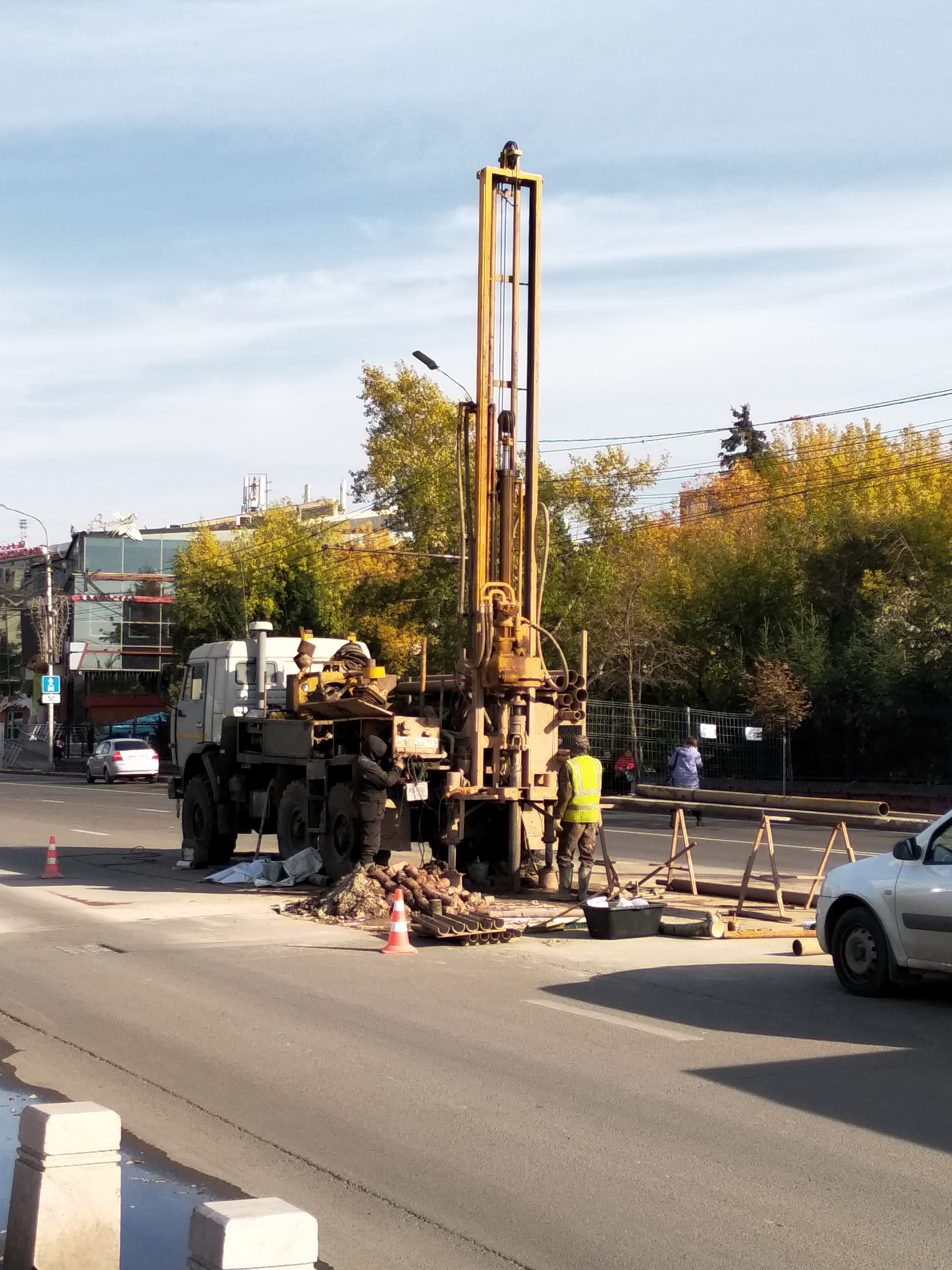
Буровые работы на улице Карла Маркса, 2022 г.

В период с 1999 по 2012 года на улице Карла Маркса было построено три жилых здания.
Сегодня улица по характеру ближе к проспекту. На большей части своего пути она представляет собой широкую и чрезвычайно оживлённую дорогу, проезжая часть которой состоит из 4-5 полос. По улице проходит большинство городских автобусных и троллейбусных маршрутов, которые в часы пик оказываются переполнены.
Согласно исследованию Сибирского федерального университета, улица обладает избыточной шириной дорожного полотна и неэффективным использованием ширины пешеходной зоны, что приводит к низкому уровню комфорта для пешеходов. Местами не соблюдаются принципы безбарьерной среды, что делает перемещение маломобильных граждан небезопасным. На некоторых участках также отсутствует организованная фасадная зона, которая отделена от основного потока пешеходов плотной широкой полосой зелёных насаждений, и при этом она недостаточно освещена, что понижает привлекательность к первым этажам зданий с точки зрения коммерции. Современные строения значительно преобладают по высотности над историческими строениями, контрастны в отделочных материалах и цветовом решении, не сочетаются в архитектурно-художественных решениях.
С 2024 года для организации строительства двух станций первой линии Красноярского метротрамвая часть улицы перекрыта. Станция «Улица Карла Маркса» подземного заложения появится около сквера Геологов, а также станция «Площадь Революции».
К 2028 году по случаю 400-летия Красноярска ожидается глобальная реконструкция.
Планируется капитально отремонтировать основную городскую магистраль, оборудовать пешеходные зоны, провести озеленение. Прогулочные площадки должны быть удобны и для маломобильных горожан.
Провода и контактные линии предстоит убрать под землю, ограждения, остановки и другие элементы благоустройства приведут к единому стилю.Администрация г. Красноярска

## Примечательные строения, здания и сооружения

Исторические здания на улице Карла Маркса
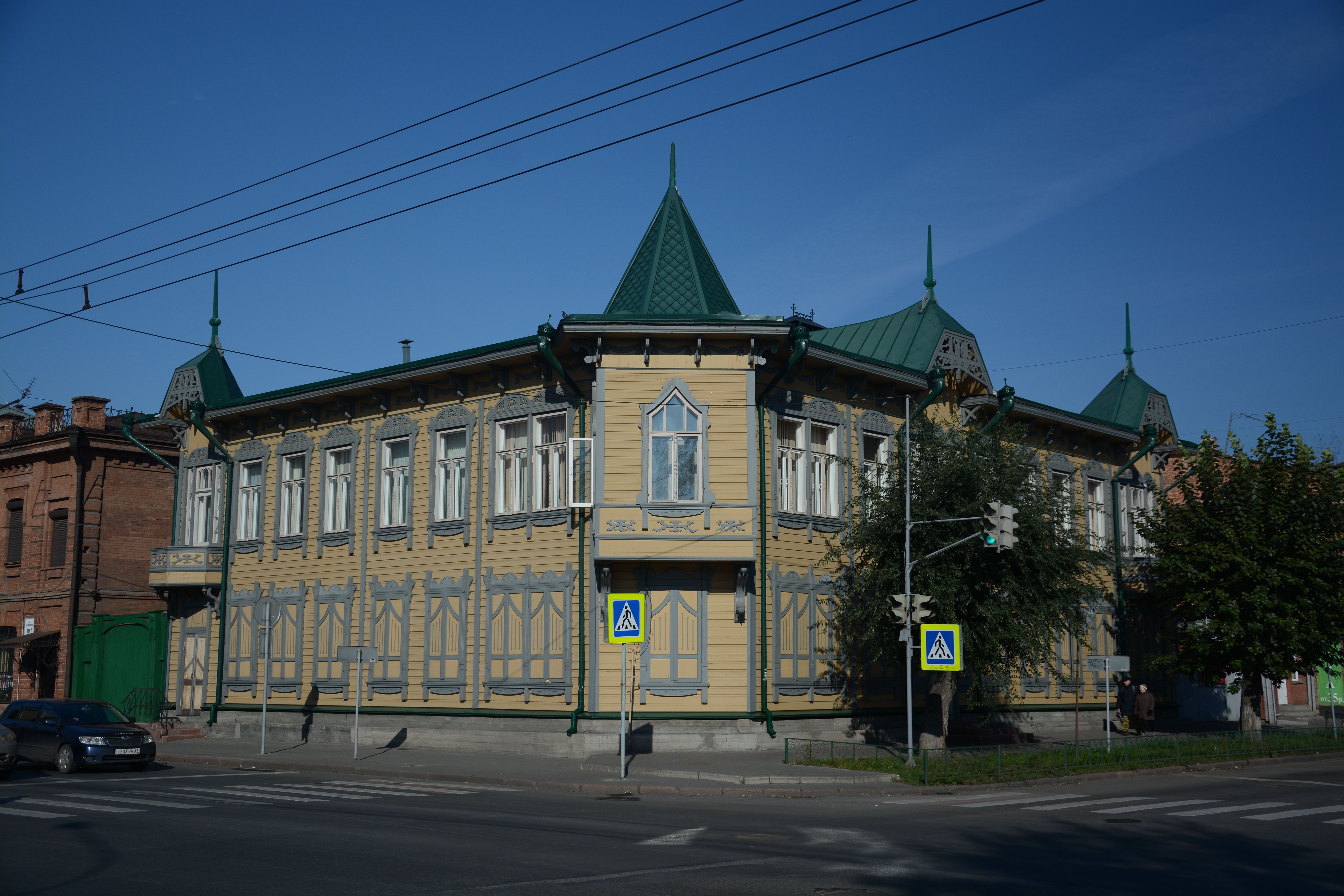
Усадьба купца Севастьянова
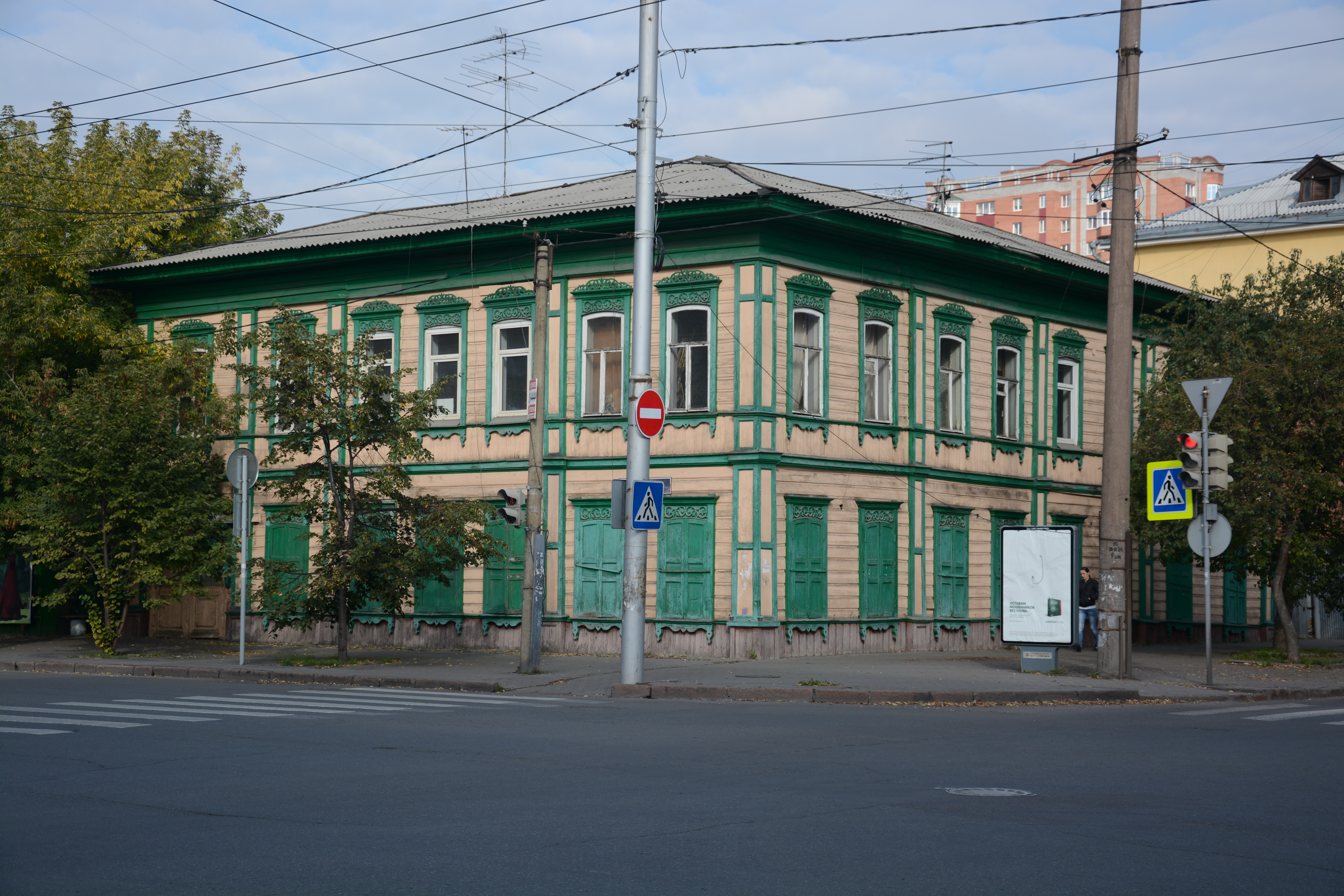
Дом, где работал Я. Ф. Дубровинский
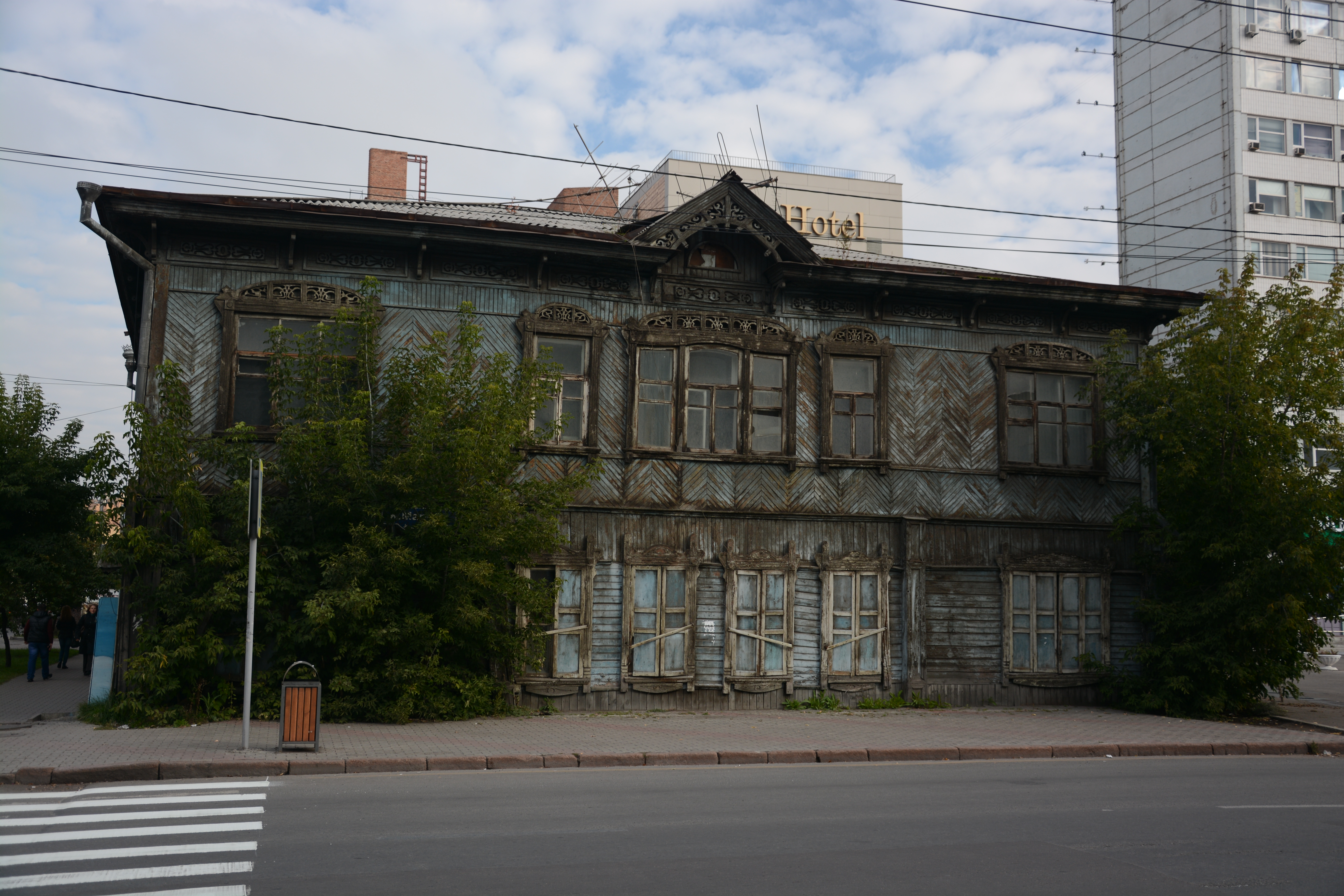
Дом купца Юдина
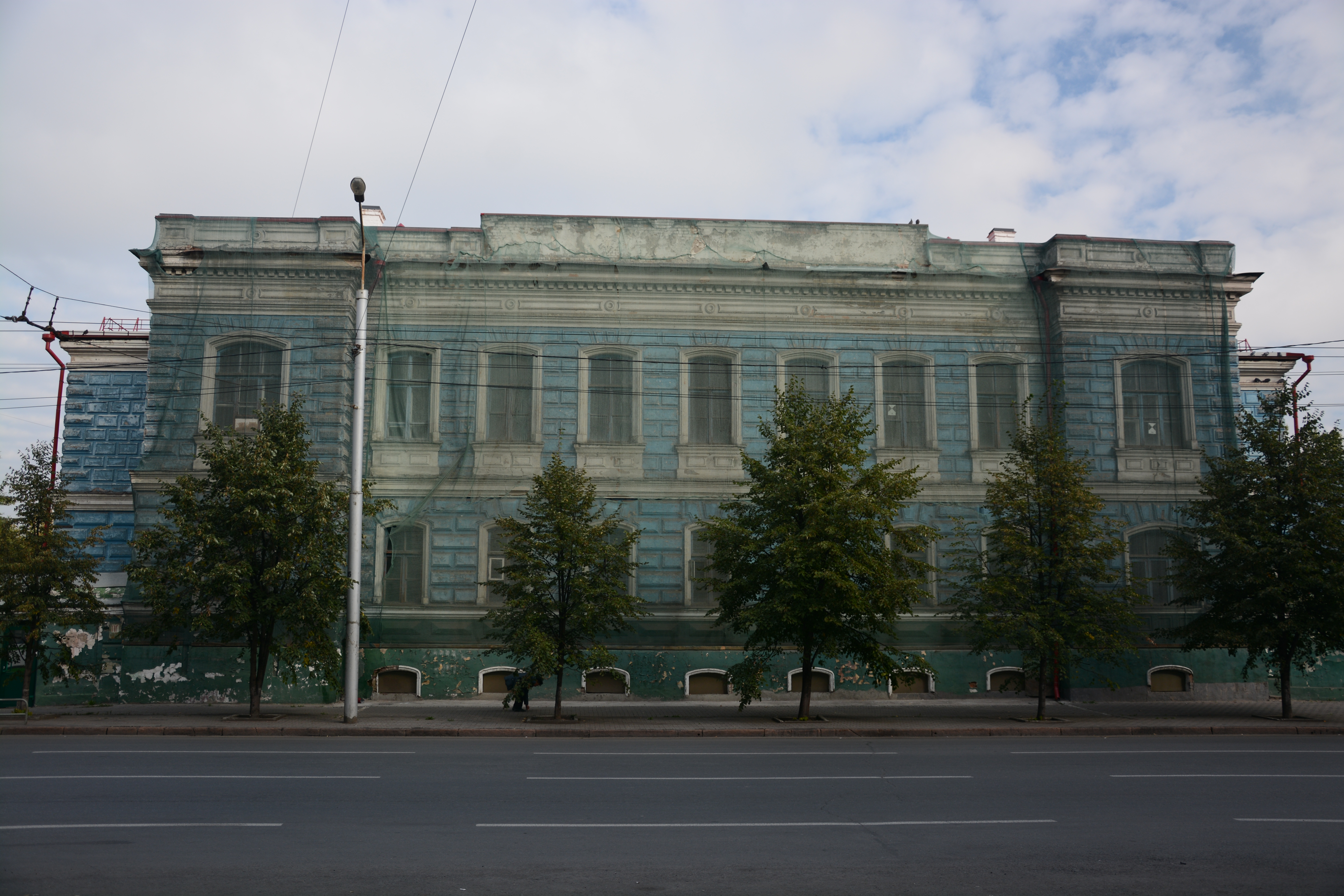
Дом, где работал Л. В. Киренский
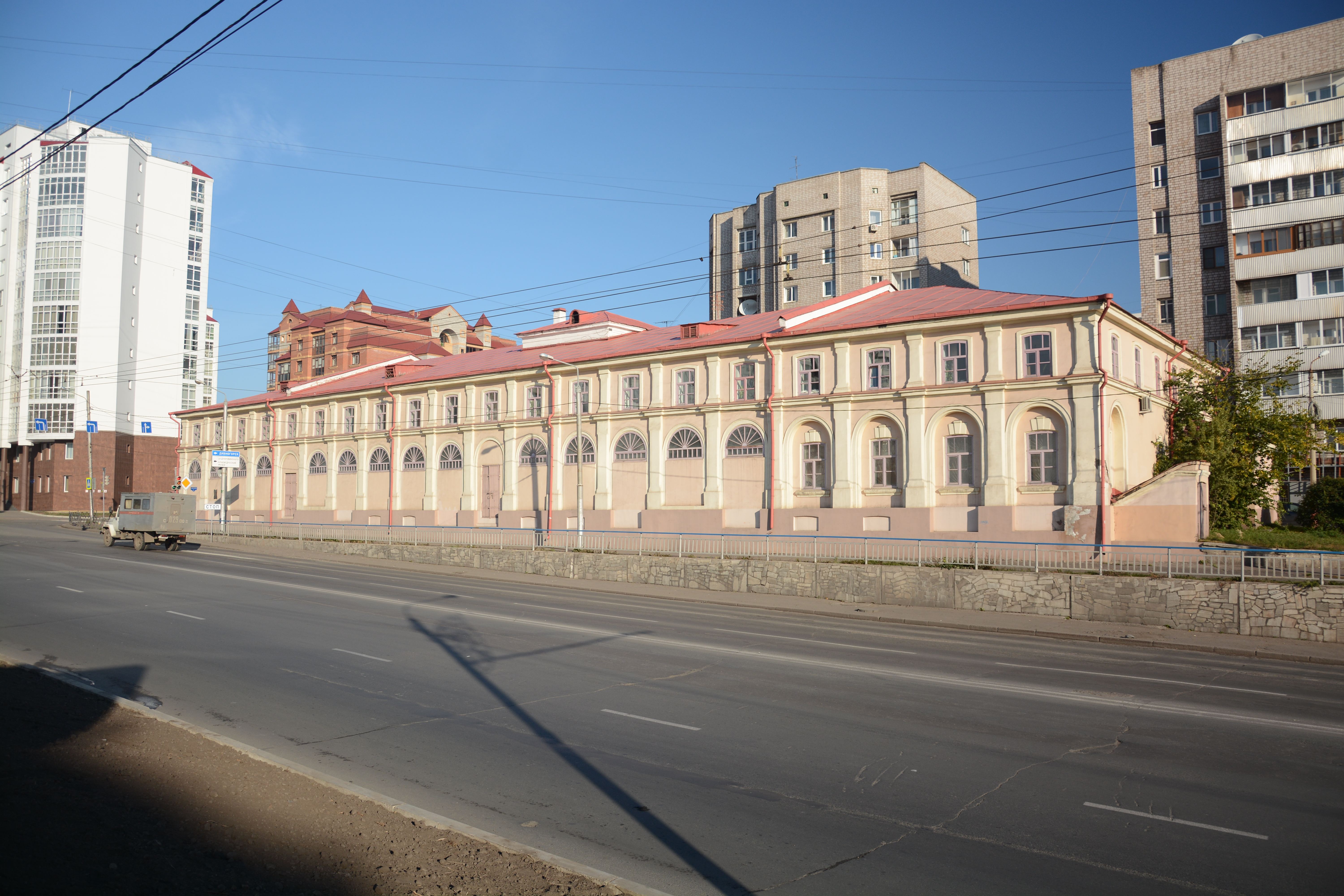
Гостиный двор
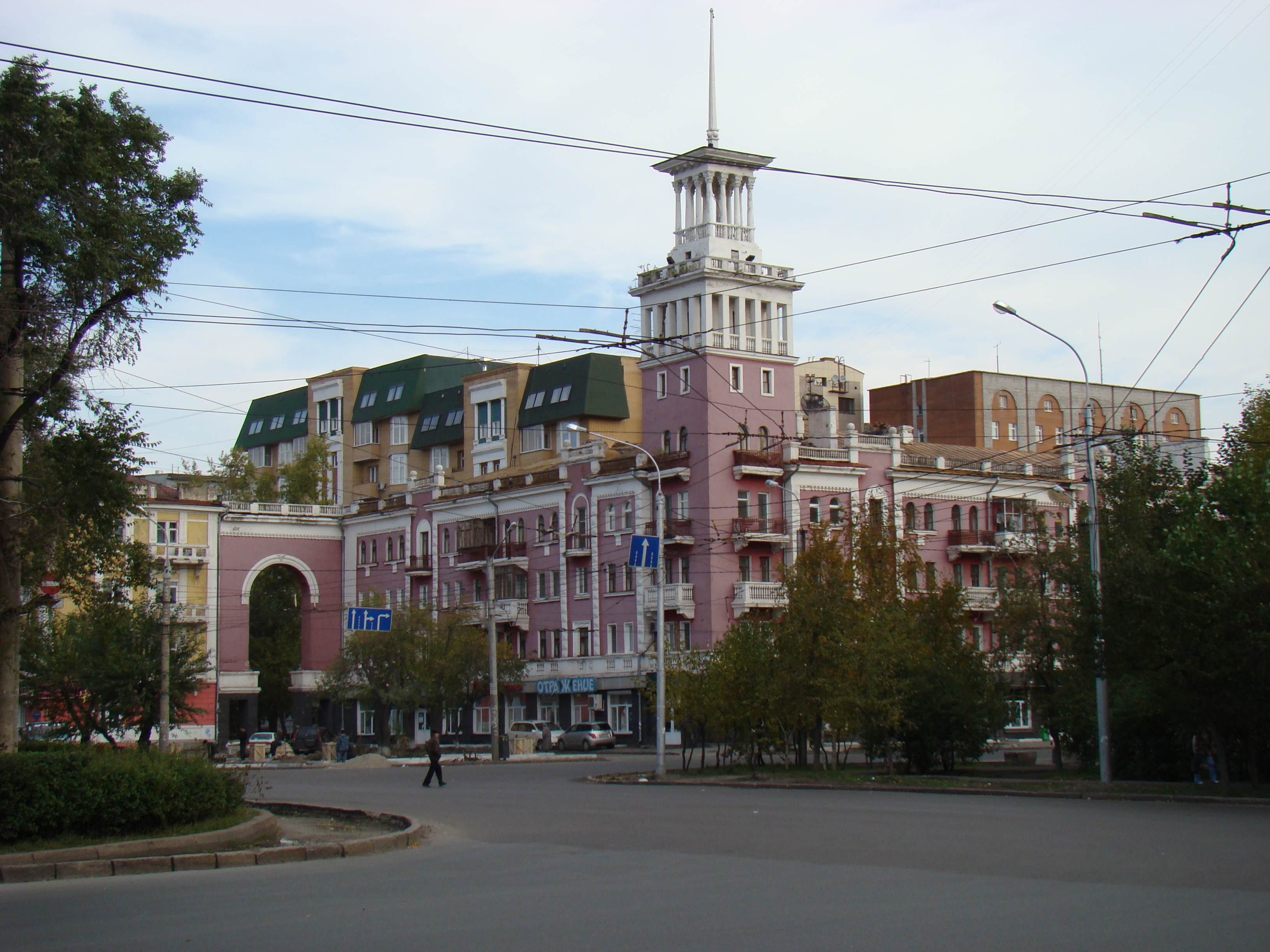
Дом жилой
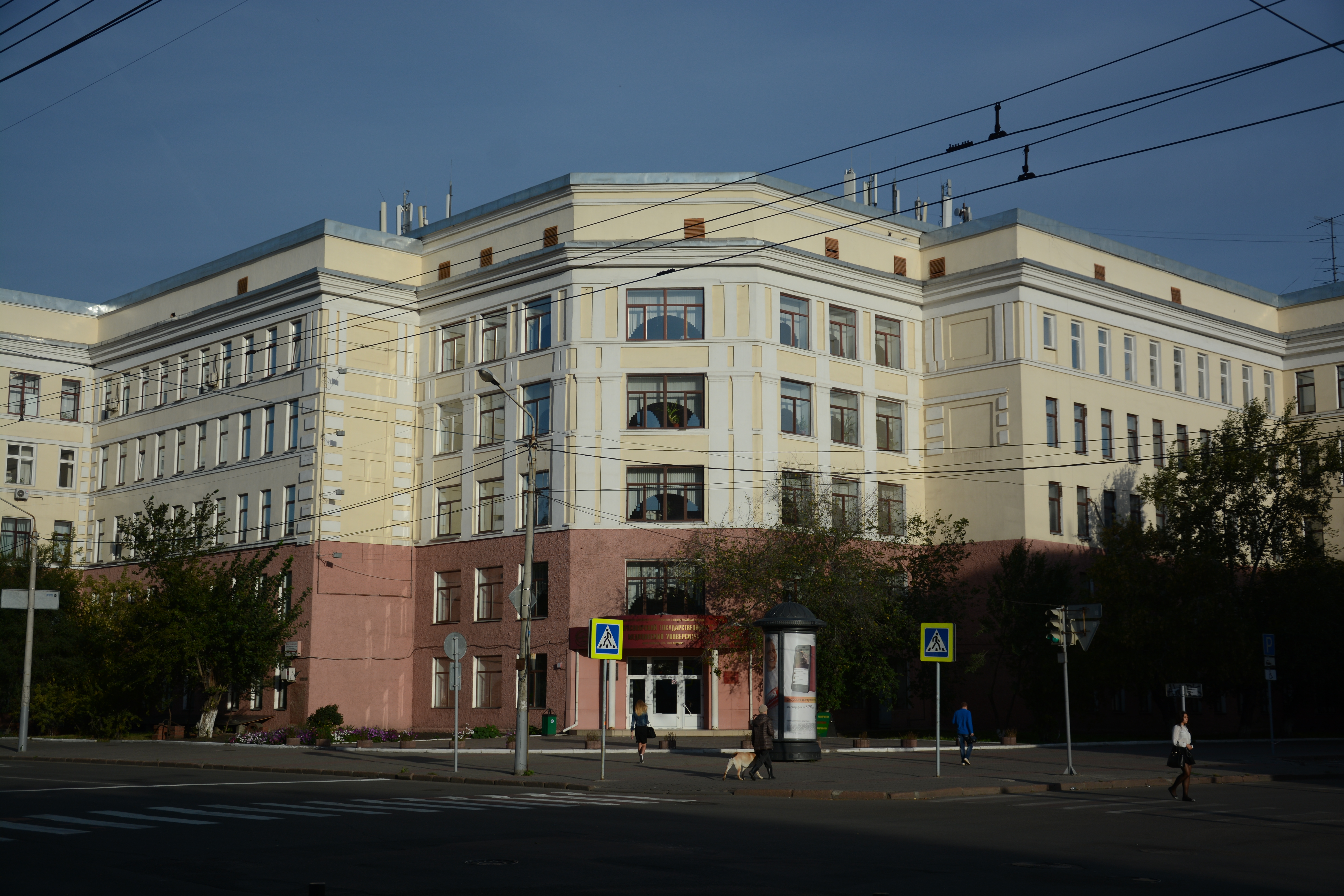
Общежитие лесотехнического института

На улице Карла Маркса расположено несколько объектов культурного наследия федерального, регионального и местного значения:
- №6,  памятник архитектуры (федеральный) — Здание гостиного двора (1857–1863 гг.)
- № 22,  памятник архитектуры (местного значения) — Дом врачей Кусковых (XIX в.)
- № 24,  памятник архитектуры (региональный) — Жилой дом статского советника Н. А. Фон-Эзерского (XIX в.)
- № 26,  памятник архитектуры (региональный) — Жилой дом (XIX в.)
- № 28,  памятник архитектуры (региональный) — Купеческая усадьба Поповых (XIX в.)
- № 32,  памятник архитектуры (местного значения) — Дом купца Ярилова (XIX в.)
- № 36,  памятник архитектуры (региональный) — Жилой особняк купца Гадалова, в котором в сентябре 1913 года останавливался норвежский полярный исследователь Ф. Нансен (1904 г.)
- № 36,  памятник архитектуры (региональный) — Ограда с воротами и помещение привратника усадьбы купца Гадалова (XX в.)
- № 38,  памятник архитектуры (региональный) — Здание, где в 1907–1913 годах работал первый председатель Красноярского Совета рабочих и солдатских депутатов Я. Ф. Дубровинский (1907–1913 гг.)
- № 40,  памятник архитектуры (региональный) — Жилой дом Колегова (XIX–XX вв.)
- № 42,  памятник архитектуры (региональный) — Дом, где в 1957 году начал работать институт физики под руководством Л. В. Киренского (1957 г.)
- № 45,  памятник архитектуры (федеральный) — Здание больницы Общества врачей (XIX в.)
- № 45,  памятник архитектуры (региональный) — Здание фельдшерско-акушерской школы, где в 1902–1906 годах проходили заседания Красноярского комитета РСДРП и хранилась нелегальная литература.
- № 52,  памятник архитектуры (местного значения) — Доходный дом купца Юдина (1880-е, 1910-е гг.)
- № 79,  памятник архитектуры (региональный) — Дом купца Зельмановича (1910–1911 гг.)
- № 88,  памятник архитектуры (региональный) — Дом специалистов (1930-е гг.)
- № 96,  памятник архитектуры (региональный) — Жилой особняк мещанина Тропина (XX в.)
- № 118,  памятник архитектуры (региональный) — Усадьба купца Севастьянова с магазином и кладовыми (XIX в.)
- № 120,  памятник архитектуры (региональный) — Жилой дом купчихи Новиковой (XIX–XX вв.)
- № 124,  памятник архитектуры (региональный) — Общежитие лесотехнического института (1930-е гг.)
- № 132,  памятник архитектуры (региональный) — Жилой дом (1950-е гг.)
- № 162,  памятник архитектуры (утраченный) — Дом, в котором в 1917 году находился первый штаб Красной Гвардии, созданный партийным комитетом большевиков.